# Weronika Preihs
Weronika Preihs (ur. 24 września 1999) – polska koszykarka, występująca na pozycji rzucającej, reprezentantka Polski w koszykówce 3x3 obecnie zawodniczka SKK Polonia Warszawa.

## Osiągnięcia
Stan na 1 maja 2024, na podstawie, o ile nie zaznaczono inaczej.

### Drużynowe

#### Seniorskie
3x3
- Mistrzyni Lotto 3x3 Ligi Kobiet (2023, 2024)[2][3]

#### Młodzieżowe
5x5
- Wicemistrzyni Polski juniorek (2016)[4]
- Brązowa medalistka mistrzostw Polski kadetek (2014)[5]

3x3
- Mistrzyni Mazowsza 3x3 U–23 (2020, 2021)
- Wicemistrzyni akademickich mistrzostw Warszawy i Mazowsza 3x3 (2021)
- Uczestniczka:
  - akademickich mistrzostw Polski 3x3 (2020 – 7. miejsce, 2021 – 6. miejsce, 2022 – 4. miejsce)
  - młodzieżowych mistrzostw Polski 3x3 U–23 (2020 – 6. miejsce)

### Reprezentacja

#### 3x3
Seniorska
- Uczestniczka FIBA 3x3 Nations League (2022)

Młodzieżowa
- Uczestniczka:
  - mistrzostw świata FIBA 3x3 U–23 (2022 – 6. miejsce)[6]
  - FIBA 3x3 Nations League U–23 (2021)